# گل کتانی
گل کتانی (نام علمی: Linaria vulgaris)،گیاهی گلدار از سرده Linaria است که بیشتر در اروپا، شمال آسیا و از شرق سیبری تا غرب چین می‌روید. گل‌های این گیاه شبیه به گل میمون و زرد رنگ است. این گیاه با شرایط گوناگون سازگار و دارای خواص دارویی است.